# Tòa án phúc thẩm Hoa Kỳ

Bản đồ ranh giới địa lý giữa phạm vi các tòa án phúc thẩm Hoa Kỳ (được tô màu và đánh số) và các tòa án quận Hoa Kỳ (đánh dấu bởi ranh giới tiểu bang hoặc đường nét đứt)

Tòa án phúc thẩm Hoa Kỳ (tiếng Anh: United States court of appeals)  là các tòa án thượng tố của hệ thống tư pháp liên bang Hoa Kỳ. Mỗi tòa án phúc thẩm đảm nhiệm một trong số mười ba "Khu vực tư pháp". Mười một khu vực được đánh số từ "Một" đến "Mười một" được phân chia theo những khu vực địa lý của Hoa Kỳ và tòa xử phúc thẩm các bản án từ các tòa án quận trong ranh giới của mình. Khu vực Đặc khu Columbia chỉ bao gồm Washington DC. Khu vực Liên bang xử phúc thẩm từ các tòa án liên bang khắp Hoa Kỳ đối với những vụ án thuộc những lĩnh vực pháp lý đặc biệt. Tòa án phúc thẩm cũng xử kháng án quyết định và quy định của một số cơ quan hành chính, đa số các vụ án này do Khu vực Đặc khu Columbia xét xử. Kháng án quyết định của các tòa án phúc thẩm có thể được xét xử giám đốc thẩm bởi Tòa án Tối cao Hoa Kỳ.
Các tòa án phúc thẩm Hoa Kỳ được xem là các tòa án có quyền lực và sức ảnh hưởng lớn nhất ở Hoa Kỳ, chỉ sau Tòa án Tối cao. Vì các tòa án phúc thẩm có quyền đưa ra các án lệ trong những khu vực với hàng triệu người sinh sống, các tòa án phúc thẩm mang sức ảnh hưởng lớn về mặt chính sách đối với luật pháp Hoa Kỳ. Hơn thế nữa, vì Tòa án Tối cao chỉ xét xử ít hơn 3% trong số 7.000 đến 8.000 bản án được trình lên mỗi năm, các tòa án phúc thẩm thường là tòa án cấp cao nhất trong đa số vụ án liên bang.
Hiện tại có 179 thẩm phán tòa án phức thẩm Hoa Kỳ do Quốc hội quy định tại luật 28 U.S.C. § 43 căn cứ vào Điều III Hiến pháp Hoa Kỳ. Như các thẩm phán liên bang khác, họ được đề cử bởi tổng thống Hoa Kỳ và được Thượng viện Hoa Kỳ phê chuẩn. Họ được giữ chức suốt đời, với mức lương hằng năm (năm 2023) là $246.600. Số thẩm phán trên thức tế có thể khác, vì những vị trí trống hoặc vì có những thẩm phán đã về hưu nhưng vẫn tiếp tục xét xử.
Quyết định của tòa án phúc thẩm được xuất bản bởi công ti West Publishing trong bộ Federal Reporter từ khi các tòa án được thành lập. Chỉ những quyết định tòa án cho phép xuất bản mới được xuất bản. Những quyết định "không được xuất bản" (của tất cả tòa án trừ Khu vực Năm và Mười một) được xuất bản riêng trong bộ Federal Appendix và trên những cơ sở dữ liệu trực tuyến như LexisNexis hay Westlaw. Gần đây, các quyết định của tòa án cũng được đăng trên trang web chính thức của tòa. Tuy nhiên, cũng có một số bản án liên bang được bảo mật vì lý do an ninh quốc gia.
Tòa án phúc thẩm Khu vực Một có ít thẩm phán nhất và Khu vực Chín ở phía Tây Hoa Kỳ có nhiều thẩm phán nhất, diện tích địa lý lớn nhất, và đông dân nhất. Số thẩm phán của mỗi khu vực được Quốc hội Hoa Kỳ quy định tại luật 28 U.S.C. § 44 và trụ sở xét xử được quy định tại 28 U.S.C. § 48.
Mặc dù các tòa án phúc thẩm thường được gọi là "tòa án khu vực", đừng nên nhầm lẫn chúng với các tòa án khu vực Hoa Kỳ cũ, hoạt động từ năm 1789 đến hết năm 1911. Các tòa án này là các tòa án sơ thẩm liên bang lưu động, di chuyển khắp nơi trong "khu vực" được giao để phục vụ các thị trấn và thành phố thưa dân thời đó khi giao thông chưa phát triển. Hệ thống "tòa án phúc thẩm" hiện nay được thành lập bởi Đạo luật Tư pháp năm 1891.

## Trình tự, thủ tục
Vì tòa án phúc thẩm chỉ có quyền xét xử phúc thẩm, chúng không có quyền mở phiên tòa xét xử sơ thẩm. Chỉ có các tòa án với quyền xét xử sơ thẩm mới có quyền mở phiên tòa xét xử và đưa ra hình phạt (trong vụ án hình sự) và hướng giải quyết (trong vụ án dân sự). Thay vào đó, tòa án phúc thẩm xem xét lại bản án của tòa án sơ thẩm để sửa lỗi pháp lý. Vì vậy, tòa án phúc thẩm chỉ xem xét hồ sơ (giấy tờ của các bên, bản ghi chép và các bằng chứng) từ tòa án sơ thẩm và các lý lẽ pháp lý từ các bên. Các luận điểm này, thường là dưới dạng văn bản và có thể kéo dài từ vài chục đến vài trăm trang, được gọi trong tiếng Anh là brief. Đôi lúc luật sư cũng được bổ sung các luận điểm văn bản bằng việc tranh luận trực tiếp trước (oral arguments) các thẩm phán. Ở những phiên tòa này, chỉ có luật sư đại diện của các bên phát biểu trước tòa.
Bộ Quy tắc Xét xử Phúc thẩm Liên bang quy định thủ tục của các tòa án phúc thẩm. Trong một tòa án phúc thẩm, một bản kháng án thường được xét xử bởi ba thẩm phán được chọn ngẫu nhiên từ các thẩm phán của khu vực (bao gồm các thẩm phán về hưu và thẩm phán tạm thời). Một số vụ án được xét xử bởi tất cả thẩm phán (en banc). Trừ Khu vực Chín, khi tòa xét xử en banc, mọi thẩm phán đang đương nhiệm trong khu vực tham gia xử án, không bao gồm các thẩm phán đã về hưu (trừ trường hợp thẩm phán về hưu đã tham gia xét xử vụ án này trước đó). Vì có số lượng thẩm phán lớn (29 thẩm phán), ở Khu vực Chín, chỉ mười thẩm phán được lựa chọn ngẫu nhiên xét xử các vụ án en banc.
Nhiều thập kỷ trước, một số loại vụ án liên bang được quyền kháng án tự động lên Tòa án Tối cao Hoa Kỳ, nghĩa là, một bên trong vụ án có thể kháng án quyết định của một tòa án phúc thẩm lên Tòa án Tối cao, và Tòa án Tối cao bắt buộc phải xét xử vụ án đó. Quyền kháng án tự động đối với đa số quyết định của tòa án phúc thẩm bị bãi bỏ bới Đạo luật Tư pháp năm 1925. Đạo luật này cũng cải tổ nhiều thứ khác trong hệ thống tòa án liên bang. Đạo luật này được ủng hộ bởi Chánh án William Howard Taft.
Thủ tục hiện tại quy định rằng một bên của vụ án có quyền nộp đơn đề nghị Tòa án Tối cao xem xét lại bản án của một tòa án phúc thẩm, tiếng Anh gọi là writ of certiorari. Tòa án Tối cao có quyền quyết định có chấp nhận đơn hay không. Trong những trường hợp đặc biệt, Tòa án Tối cao có thể chấp nhận đơn kháng án trước khi tòa án phúc thẩm đưa ra quyết định, nghĩa là xem xét trực tiếp bản án của tòa án sơ thẩm. Điều này đã xảy ra trong vụ án Hoa Kỳ kiện Nixon liên quan đến vụ bê bối Watergate, và trong vụ án năm 2005 liên quan đến Bộ Quy tắc Áp dụng Hình phạt Liên bang, Hoa Kỳ kiện Booker.
Tòa án phúc thẩm có thể đặt câu hỏi pháp lý cho Tòa án Tối cao trong khi đang xem xét một vụ án. Trước đây việc này diễn ra khá thường xuyên, nhưng bây giờ thì khá hiếm. Ví dụ, trong khi giữa năm 1927 và 1946, 20 câu hỏi pháp lý được chấp nhận, thì kể từ năm 1947, Tòa án Tối cao chỉ trả lời 4 câu hỏi. Trong vụ án United States kiện Penaranda, 375 F.3d 238 (2d Cir. 2004), Tòa án Phúc thẩm Khu vực Hai, khi xét xử en banc, đã cố gắng sử dụng thủ tục này theo bản án của Tòa án Tối cao trong vụ Blakely kiện Washington, tuy nhiên câu hỏi bị Tòa án Tối cao bác bỏ. Lần cuối cùng Tòa án Tối cao chấp nhận và trả lời câu hỏi pháp lý là trong vụ án Thành phố Mesquite kiện Tập đoàn Aladdin's Castle năm 1982.
Tòa án phúc thẩm có quyền thành lập một Hội đồng Xét xử phúc thẩm Phá sản (Bankruptcy Appellate Panel) để xét xử phúc thẩm các vụ phá sản từ tòa án phá sản trong khu vực. Tính tới năm 2008, chỉ có Khu vực Một, Sáu, Tám, Chín và Mười có Hội đồng Xét xử phúc thẩm Phá sản. Ở những khu vực kông có Hội đồng Xét xử phúc thẩm Phá sản, những đơn kháng án trong các vụ phá sản được xét xử bởi các tòa án quận.
Các quyết định của tòa án phúc thẩm được coi là án lệ, khác với quyết định của các tòa án liên bang cấp thấp. Mọi tòa án khác trong khu vực phải tuân theo án lệ của tòa án phúc thẩm trong những vụ án tương tự, ngay cá khi thẩm phán sơ thẩm không đồng ý với bản án.
Luật pháp liên bang và tiểu bang thay đổi qua thời gian, theo quyết định của Quốc hội và nghị viện bang. Vì vậy mà luật pháp tồn tại lúc kháng án có thể khác với luật pháp tồn tại lúc sự việc xảy ra. Tòa án phúc thẩm áp dụng luật pháp hiện hành lúc kháng án; nếu không thì bản án được ban hành sẽ ngay lập tức bị lỗi thời, và điều này sẽ làm lãng phí thời gian, tiền bạc và công sức, vì những bản án như vậy sẽ không thể được coi là án lệ. "Tòa án phải áp dụng luật hiện hành lúc đưa ra quyết định, trừ trường hợp điều này sẽ gây ra sự bất công hoặc trường hợp có quy định hay lịch sử lập pháp khác."
Tuy nhiên, quy định trên không được áp dụng trong các vụ án hình sự nếu việc áp dụng luật mới trừng phạt một hành động mà tại thời điểm gây ra không phải là một tội danh, gây thiệt hại cho bị cáo.
Quyết định do tòa án phúc thẩm ban hành chỉ áp dụng đối với các bang nằm trong khu vực của tòa, mặc dù các tòa án khác có thể đưa ra quyết định dựa trên bản án đó. Mặc dù một vụ án chỉ có thể được xét xử bởi một tòa án, một quy tắc pháp lý nào đó có thể được xét xử trong nhiều vụ án khác nhau tại các tòa án phúc thẩm khác nhau. Điều này có thể gây ra các bản án không đồng bộ giữa các vùng khác nhau ở Hoa Kỳ. Thường thì trong trường hợp này, một vụ án liên quan sẽ được kháng án lên Tòa án Tối cao, và Tòa sẽ chấp nhận xét xử vụ án để giải quyết mâu thuẫn giữa các khu vực.

## Luật sư
Để tham gia vào một vụ án bị kháng án lên tòa án phúc thẩm, luật sư phải tham gia vào luật sư đoàn của tòa án khu vực đó. Luật sư được phép gia nhập luật sư đoàn tòa án phúc thẩm khi được cấp phép hành nghề tại bất kỳ tiểu bang nào ở Hoa Kỳ. Luật sư phải nộp đơn, trả phí và tuyên thệ trước tòa. Từng địa phương quy định khác nhau về hình thức tuyên thệ, bằng văn bản hay trực tiếp trước một thẩm phán của tòa. Đa số tòa phúc thẩm cho phép luật sư chọn hình thức tuyên thệ.

## Tên gọi
Khi các tòa án phúc thẩm được thành lập vào năm 1891, mỗi tòa án đảm nhiệm một trong chín khu vực tồn tại lúc đó, và mỗi tòa được đặt tên là "Tòa án Khu vực Phúc thẩm Hoa Kỳ tại Khu vực _____". Khi một tòa án phúc thẩm được thành lập cho Đặc khu Columbia vào năm 1893, nó được đặt tên là "Tòa án Phúc thẩm Đặc khu Columbia", và được đổi tên thành "Tòa án Phúc thẩm Hoa Kỳ Đặc khu Columbia" vào năm 1934. Vào năm 1948, Quốc hội đổi tên các tòa án phúc thẩm thành tên hiện tại: tòa án ở mỗi khu vực được đánh số có tên là "Tòa án Phúc thẩm Hoa Kỳ Khu vực _____", và "Tòa án Phúc thẩm Hoa Kỳ Đặc khu Columbia" được đổi thành "Tòa án Phúc thẩm Hoa Kỳ Khu vực Đặc khu Columbia". Khu vực Mười được tách ra từ Khu vực Tám vào năm 1929, và Khu vực Mười một được tách ra từ Khu vực Năm vào năm 1981. Khu vực Liên bang được thành lập năm 1982 qua việc sáp nhập Tòa án Hải quan và Phúc thẩm Bằng sáng chế Hoa Kỳ và viện phúc thẩm của Tòa án Tranh chấp Hoa Kỳ.

## Hội đồng tư pháp
Hội đồng tư pháp là một cơ quan ở mỗi khu vực với nhiệm vụ ban hành "các lệnh cần thiết và phù hợp phục vụ cho việc thi hành công lý hiệu quả và nhanh chóng" Các nghĩa vụ của hội đồng bao gồm kỷ luật tư pháp, soạn thảo chính sách khu vực, thực hiện chính sách do Hội nghị Tư pháp Hoa Kỳ ban hành, và báo cáo thường niên cho Văn phòng Quản lý Tòa án Hoa Kỳ về số lượng và nội dung của các lệnh được ban hành trong năm liên quan đến các hành vi vi phạm tư pháp. Hội đồng tư pháp gồm chánh án khu vực và thẩm phán sơ thẩm và phúc thẩm khu vực với số lượng bằng nhau.

## Thành phần khu vực

Bản đồ ranh giới giữa các tòa án phúc thẩm Hoa Kỳ và các tòa án quận Hoa Kỳ

Danh sách các tòa án phúc thẩm và các tòa án và cơ quan cấp dưới thuộc quyền phúc thẩm của tòa án như sau:
| Khu vực Một (Boston) - Quận Maine - Quận Massachusetts - Quận New Hampshire - Quận Puerto Rico - Quận Rhode Island Khu vực Hai (Thành phố New York) - Quận Connecticut - Quận Đông New York - Quận Bắc New York - Quận Nam New York - Quận Tây New York - Quận Vermont Khu vực Ba (Philadelphia) - Quận Delaware - Quận New Jersey - Quận Đông Pennsylvania - Quận Trung Pennsylvania - Quận Tây Pennsylvania - Quận Quần đảo Virgin Khu vực Bốn (Richmond) - Quận Maryland - Quận Đông North Carolina - Quận Trung North Carolina - Quận Tây North Carolina - Quận South Carolina - Quận Đông Virginia - Quận Tây Virginia - Quận Bắc West Virginia - Quận Nam West Virginia Khu vực Năm (New Orleans) - Quận Đông Louisiana - Quận Trung Louisiana - Quận Tây Louisiana - Quận Bắc Mississippi - Quận Nam Mississippi - Quận Đông Texas - Quận Bắc Texas - Quận Nam Texas - Quận Tây Texas | Khu vực Sáu (Cincinnati) - Quận Đông Kentucky - Quận Tây Kentucky - Quận Đông Michigan - Quận Tây Michigan - Quận Bắc Ohio - Quận Nam Ohio - Quận Đông Tennessee - Quận Trung Tennessee - Quận Tây Tennessee Khu vực Bảy (Chicago) - Quận Trung Illinois - Quận Bắc Illinois - Quận Nam Illinois - Quận Bắc Indiana - Quận Nam Indiana - Quận Đông Wisconsin - Quận Tây Wisconsin Khu vực Tám (St. Louis) - Quận Đông Arkansas - Quận Tây Arkansas - Quận Bắc Iowa - Quận Nam Iowa - Quận Minnesota - Quận Đông Missouri - Quận Tây Missouri - Quận Nebraska - Quận North Dakota - Quận South Dakota Khu vực Chín (San Francisco) - Quận Alaska - Quận Arizona - Quận Trung California - Quận Đông California - Quận Bắc California - Quận Nam California - Quận Guam - Quận Hawaii - Quận Idaho - Quận Montana - Quận Nevada - Quận Quần đảo Bắc Mariana - Quận Oregon - Quận Đông Washington - Quận Tây Washington | Khu vực Mười (Denver) - Quận Colorado - Quận Kansas - Quận New Mexico - Quận Đông Oklahoma - Quận Bắc Oklahoma - Quận Tây Oklahoma - Quận Utah - Quận Wyoming Khu vực Mười một (Atlanta) - Quận Trung Alabama - Quận Bắc Alabama - Quận Nam Alabama - Quận Trung Florida - Quận Bắc Florida - Quận Nam Florida - Quận Trung Georgia - Quận Bắc Georgia - Quận Nam Georgia Khu vực Đặc khu Columbia (Washington) - Quận Columbia Khu vực Liên bang (Washington) - Tòa án - Tòa án Phúc thẩm Tranh chấp Cựu chiến binh - Tòa án Tranh chấp Liên bang - Tòa án Giao thương Quốc tế - Cơ quan hành chính - Kháng cáo Hội đồng Hợp đồng Quân sự - Cơ quan Hỗ trợ Tư pháp - Kháng cáo Hội đồng Hợp đồng Dân sự - Hội đồng Giao thương Quốc tế - Hội đồng Bảo vệ Hệ thống Tài đức - Văn phòng Quyền lao động Quốc hội - Hội đồng Sơ thẩm và Phúc thẩm Bằng sáng chế - Hội đồng Phúc thẩm Nhân sự - Hội đồng Sơ thẩm và Phúc thẩm Thương hiệu |

1. 1 2 3  Đây là các tòa án vùng lãnh thổ theo Điều IV của Hiến pháp, vì vậy mà không phải là một phẩn của hệ thống tư pháp liên bang.
2. ↑  Tòa án phúc thẩm Khu vực Liên bang cũng có quyền xét xử một số vụ án từ bất kỳ tòa án quận nào.
3. 1 2  Đây là các tòa án được thành lập theo Điều I của Hiến pháp, vì vậy mà không phải là một phẩn của hệ thống tư pháp liên bang.
4. 1 2 3 4 5 6 7 8  Đây là các cơ quan hành chính trong nhánh hành pháp, vì vậy mà không phải là một phẩn của hệ thống tư pháp liên bang.
5. ↑  Đây là các cơ quan hành chính trong nhánh lập pháp, vì vậy mà không phải là một phẩn của hệ thống tư pháp liên bang.

## Dân số khu vực
Theo số liệu cuộc điều tra dân số Hoa Kỳ năm 2020, dân số của mỗi khu vực tư pháp là như sau.
| Khu vực           | Thẩm phán giám sát | Số thẩm phán | Dân số      | Tỉ lệ dân số Hoa Kỳ | Dân số trên thẩm phán |
| ----------------- | ------------------ | ------------ | ----------- | ------------------- | --------------------- |
| Khu vực D.C.      | Roberts            | 11           | 689.545     | 0,21%               | 62.685                |
| Khu vực Một       | Jackson            | 6            | 14.153.058  | 4,23%               | 2.358.843             |
| Khu vực Hai       | Sotomayor          | 13           | 24.450.270  | 7,30%               | 1.880.790             |
| Khu vực Ba        | Alito              | 14           | 23.368.788  | 6,98%               | 1.669.199             |
| Khu vực Bốn       | Roberts            | 15           | 32.160.146  | 9,61%               | 2.144.010             |
| Khu vực Năm       | Alito              | 17           | 36.764.541  | 10,97%              | 2.162.620             |
| Khu vực Sáu       | Kavanaugh          | 16           | 33.293.455  | 9,94%               | 2.080.841             |
| Khu vực Bảy       | Barrett            | 11           | 25.491.754  | 7,60%               | 2.317.432             |
| Khu vực Tám       | Kavanaugh          | 11           | 21.690.565  | 6,47%               | 1.971.870             |
| Khu vực Chín      | Kagan              | 29           | 67.050.034  | 20,01%              | 2.312.070             |
| Khu vực Mười      | Gorsuch            | 12           | 18.636.936  | 5,56%               | 1.553.078             |
| Khu vực Mười một  | Thomas             | 12           | 37.274.374  | 11,13%              | 3.106.198             |
| Khu vực Liên bang | Roberts            | 12           | không có    | không có            | không có              |
| Tổng              | 9                  | 179          | 335.023.466 | 100%                | ~1.871.639            |

1. ↑  Theo điều 28 U.S.C. § 1295 - Phạm vi xét xử của Khu vực Liên bang không căn cứ vào địa lý; thay vào đó, Khu vực Liên bang có phạm vi xét xử trên toàn Hoa Kỳ với một số loại vụ án.
2. ↑  Theo điều 28 U.S.C. § 42 - Một thẩm phán Tòa án Tối cao có thể giám sát nhiều hơn một khu vực, và nhiều thẩm phán có thể giám sát một khu vực.
3. ↑  Số liệu bao gồm 50 tiểu bang, Đặc khu Columbia, Puerto Rico, Guam và Quần đáo Bắc Mariana, mặc dù tòa án quận của Guam và Quần đảo Bắc Mariana không phải là tòa án liên bang như đã ghi chú ở trên. Không có quy định phúc thẩm liên bang ở Samoa thuộc Mỹ, mọi vấn đề luật pháp liên bang ở Samoa thuộc Mỹ được xét xử tại tòa án quận ở Hawaii hoặc ở Đặc khu Columbia.

## Lịch sử
Đạo luật Tư pháp năm 1789 thành lập ba khu vực tư pháp, là tập hợp các quận tư pháp nằm trong phạm vi của các tòa án khu vực Hoa Kỳ. Mỗi khu vực tư pháp ban đầu được đặc tên riêng thay vì được đánh số: Đông, Trung và Nam. Mỗi tòa án khu vực có hai thẩm phán Tòa án Tối cao và một thẩm phán tòa án quận địa phương. Một số quận không có tòa án khu vực (thường là những quận xa xôi khó đi lại); ở các quận này tòa án quận xét xử sơ thẩm với tư cách là tòa án khu vực. Khi các bang mới gia nhập Hợp chúng quốc, Quốc hội thường không thành lập tòa án khu vực cho những bang này trong nhiều năm.
Số lượng khu vực vẫn không thay đổi cho đến một năm sau khi Rhode Island phê chuẩn hiến pháp, khi Đạo luật Thẩm phán Nửa đêm tổ chức lại các quận thành sáu khu vực được đánh số, và thành lập chức thẩm phán khu vực để các thẩm phán Tòa án Tối cao không còn phải đi lại khắp khu vực trong các phiên tòa lưu động. Tuy nhiên, Đạo luật này bị Quốc hội bãi bỏ vào tháng 3 năm 1802 và Quốc hội quyết định rằng ba khu vực cũ sẽ được tái thiết lập vào ngày 1 tháng 7 trong năm đó. Nhưng sau đó Quốc hội lại ban hành Đạo luật Tư pháp năm 1802 vào tháng 4, nên ba khu vực cũ không được tái thiết lập. Đạo luật năm 1802 tái thiết lập các phiên tòa lưu động, nhưng mỗi khu vực chỉ có một thẩm phán Tòa án Tối cao; vì vậy mà có sáu khu vực mới, nhưng với một số khác biệt so với Đạo luật năm 1801. Sáu vùng này sau đó được mở rộng. Cho đến năm 1886, mỗi khi một khu vực mới được thành lập (trừ Khu vực California), một thẩm phán mới được thêm vào Tòa án Tối cao.
| Tiểu bang            | Năm thành lập quận tư pháp | Khu vực                                                                           |
| -------------------- | -------------------------- | --------------------------------------------------------------------------------- |
| New Hampshire        | 1789                       | Đông, 1789–1801 Một, 1801–                                                        |
| Massachusetts        | 1789                       | Đông, 1789–1801 Một, 1801–                                                        |
| Maine                | 1789                       | Đông, 1789–1801 Một, 1801–1820 Một, 1820–                                         |
| Rhode Island         | 1790                       | Đông, 1790–1801 Một, 1801–                                                        |
| Connecticut          | 1789                       | Đông, 1789–1801 Hai, 1801–                                                        |
| New York             | 1789                       | Đông, 1789–1801 Hai, 1801–                                                        |
| New Jersey           | 1789                       | Trung, 1789–1801 Ba, 1801–                                                        |
| Pennsylvania         | 1789                       | Trung, 1789–1801 Ba, 1801–                                                        |
| Delaware             | 1789                       | Trung, 1789–1801 Ba, 1801–1802 Bốn, 1802–1866 Ba, 1866–                           |
| Maryland             | 1789                       | Trung, 1789–1801 Bốn, 1801–                                                       |
| Virginia             | 1789                       | Trung, 1789–1801 Bốn, 1801–1802 Năm, 1802–1842 Bốn, 1842–                         |
| Kentucky             | 1789                       | Sáu, 1801–1802 Bảy, 1807–1837 Tám, 1837–1863 Sáu, 1863–                           |
| North Carolina       | 1790                       | Nam, 1790–1801 Năm, 1801–1842 Sáu, 1842–1863 Bốn, 1863–                           |
| South Carolina       | 1789                       | Nam, 1789–1801 Năm, 1801–1802 Sáu, 1802–1863 Năm, 1863–1866 Bốn, 1866–            |
| Georgia              | 1789                       | Nam, 1789–1801 Năm, 1801–1802 Sáu, 1802–1863 Năm, 1863–1981 Mười một, 1981–       |
| Vermont              | 1791                       | Đông, 1791–1801 Hai, 1801–                                                        |
| Tennessee            | 1796                       | Sáu, 1801–1802 Bảy, 1807–1837 Tám, 1837–1863 Sáu, 1863–                           |
| Ohio                 | 1801 (bãi bỏ năm 1802)     | Sáu, 1801–1802                                                                    |
| Ohio                 | 1803                       | Bảy, 1807–1866 Sáu, 1866–                                                         |
| Louisiana            | 1812                       | Chín, 1837–1842 (Quận Đông) Năm, 1842–1863 Sáu, 1863–1866 Năm, 1866–              |
| Indiana              | 1816                       | Bảy, 1837–                                                                        |
| Mississippi          | 1817                       | Chín, 1837–1863 Năm, 1863–                                                        |
| Illinois             | 1818                       | Bảy, 1837–1863 Tám, 1863–1866 Bảy, 1866–                                          |
| Alabama              | 1819                       | Chín, 1837–1842 Năm, 1842–1981 Mười một, 1981–                                    |
| Missouri             | 1821                       | Tám, 1837–1863 Chín, 1863–1866 Tám, 1866–                                         |
| Arkansas             | 1836                       | Chín, 1837–1851 Chín, 1851–1863 (Quận Đông) Sáu, 1863–1866 (Quận Đông) Tám, 1866– |
| Michigan             | 1837                       | Bảy, 1837–1863 Tám, 1863–1866 Sáu, 1866–                                          |
| Florida              | 1845                       | Năm, 1863–1981 Mười một, 1981–                                                    |
| Texas                | 1845                       | Sáu, 1863–1866 Năm, 1866–                                                         |
| Iowa                 | 1846                       | Chín, 1863–1866 Tám, 1866–                                                        |
| Wisconsin            | 1848                       | Tám, 1863–1866 Bảy, 1866–                                                         |
| California           | 1850                       | Khu vực California, 1855–1863 Mười, 1863–1866 Chín, 1866–                         |
| Minnesota            | 1858                       | Chín, 1863–1866 Tám, 1866–                                                        |
| Oregon               | 1859                       | Mười, 1863–1866 Chín, 1866–                                                       |
| Kansas               | 1861                       | Chín, 1863–1866 Tám, 1866–1929 Mười, 1929–                                        |
| West Virginia        | 1863                       | Bốn, 1863–                                                                        |
| Nevada               | 1864                       | Chín, 1866–                                                                       |
| Nebraska             | 1867                       | Tám, 1867–                                                                        |
| Colorado             | 1876                       | Tám, 1876–1929 Mười, 1929–                                                        |
| North Dakota         | 1889                       | Tám, 1889–                                                                        |
| South Dakota         | 1889                       | Tám, 1889–                                                                        |
| Montana              | 1889                       | Chín, 1889–                                                                       |
| Washington           | 1889                       | Chín, 1889–                                                                       |
| Idaho                | 1890                       | Chín, 1890–                                                                       |
| Wyoming              | 1890                       | Tám, 1890–1929 Mười, 1929–                                                        |
| Utah                 | 1896                       | Tám, 1896–1929 Mười, 1929–                                                        |
| Oklahoma             | 1907                       | Tám, 1907–1929 Mười, 1929–                                                        |
| New Mexico           | 1912                       | Tám, 1912–1929 Mười, 1929–                                                        |
| Arizona              | 1912                       | Chín, 1912–                                                                       |
| District of Columbia | 1948                       | Khu vực Đặc khu Columbia, 1948–                                                   |
| Alaska               | 1959                       | Chín, 1959–                                                                       |
| Hawaii               | 1959                       | Chín, 1959–                                                                       |
| Puerto Rico          | 1966                       | Một, 1966–                                                                        |